# Bârghiș
Bârghiș es una comuna ubicada en el distrito de Sibiu, Rumania.

## Superficie
Posee una superficie de 99,90 kilómetros cuadrados.

## Demografía
Hasta 2021 la población era de 1894 habitantes, con una densidad de población de 18,96 habitantes por kilómetro cuadrado.